# Episodi di Frida
La prima e unica stagione della serie televisiva Frida (My Friend Flicka) è andata in onda negli Stati Uniti dal 30 settembre 1955 al 22 giugno 1956 sulla CBS.
| nº | Titolo originale       | Prima TV USA      | Titolo italiano | Prima TV Italia |
| -- | ---------------------- | ----------------- | --------------- | --------------- |
| 1  | One Man's Horse        | 30 settembre 1955 |                 |                 |
| 2  | Blind Faith            | 7 ottobre 1955    |                 |                 |
| 3  | A Case of Honor        | 14 ottobre 1955   |                 |                 |
| 4  | A Good Deed            | 21 ottobre 1955   |                 |                 |
| 5  | Cavalry Horse          | 28 ottobre 1955   |                 |                 |
| 6  | The Accident           | 4 novembre 1955   |                 |                 |
| 7  | The Stranger           | 11 novembre 1955  |                 |                 |
| 8  | The Wild Horse         | 18 novembre 1955  |                 |                 |
| 9  | Rogue Stallion         | 25 novembre 1955  |                 |                 |
| 10 | The Little Secret      | 2 dicembre 1955   |                 |                 |
| 11 | Act of Loyalty         | 9 dicembre 1955   |                 |                 |
| 12 | Silver Saddle          | 16 dicembre 1955  |                 |                 |
| 13 | The Phantom Hand       | 23 dicembre 1955  |                 |                 |
| 14 | Little Visitor         | 30 dicembre 1955  |                 |                 |
| 15 | The Golden Promise     | 6 gennaio 1956    |                 |                 |
| 16 | Black Dust             | 13 gennaio 1956   |                 |                 |
| 17 | Night Rider            | 20 gennaio 1956   |                 |                 |
| 18 | The Settler            | 27 gennaio 1956   |                 |                 |
| 19 | Wind from Heaven       | 3 febbraio 1956   |                 |                 |
| 20 | The Whip               | 10 febbraio 1956  |                 |                 |
| 21 | The Runaways           | 17 febbraio 1956  |                 |                 |
| 22 | The Cameraman          | 24 febbraio 1956  |                 |                 |
| 23 | Old Danny              | 2 marzo 1956      |                 |                 |
| 24 | Rough and Ready        | 9 marzo 1956      |                 |                 |
| 25 | Royal Carriage         | 16 marzo 1956     |                 |                 |
| 26 | Mister Goblin          | 23 marzo 1956     |                 |                 |
| 27 | Rebels in Hiding       | 30 marzo 1956     |                 |                 |
| 28 | Lock, Stock and Barrel | 6 aprile 1956     |                 |                 |
| 29 | The Unmasking          | 13 aprile 1956    |                 |                 |
| 30 | Refuge for the Night   | 20 aprile 1956    |                 |                 |
| 31 | Against All Odds       | 27 aprile 1956    |                 |                 |
| 32 | The Old Champ          | 4 maggio 1956     |                 |                 |
| 33 | The Medicine Man       | 11 maggio 1956    |                 |                 |
| 34 | When Bugles Blow       | 18 maggio 1956    |                 |                 |
| 35 | The Recluse            | 25 maggio 1956    |                 |                 |
| 36 | The Foundlings         | 1º giugno 1956    |                 |                 |
| 37 | Growing Pains          | 8 giugno 1956     |                 |                 |
| 38 | Lost River             | 15 giugno 1956    |                 |                 |
| 39 | Big Red                | 22 giugno 1956    |                 |                 |

## One Man's Horse
- Prima televisiva: 30 settembre 1955

### Trama
- Guest star: Hugh Beaumont (Simmons), Don C. Harvey (Luke), Joe Haworth (Carl), Hugh Sanders (sceriffo Downey), Forrest Lewis (negoziante), Pamela Baird (Hildy Broeberg)

## Blind Faith
- Prima televisiva: 7 ottobre 1955

### Trama
- Guest star: Pamela Baird (Hildy Broeberg), Wilton Graff (dottor Lawrtence Gresham), Robert Adler (Ed Quinney), Phil Chambers (Doc Harrow)

## A Case of Honor
- Prima televisiva: 14 ottobre 1955

### Trama
- Guest star: Craig Duncan (Marshal), Peter Whitney (Crothers), Phil Chambers (dottor Harrow)

## A Good Deed
- Prima televisiva: 21 ottobre 1955

### Trama
- Guest star: Butch Bernard (Tommy Martin), Dan Riss (Ed Martin)

## Cavalry Horse
- Prima televisiva: 28 ottobre 1955

### Trama
- Guest star: Tudor Owen (sergente Tim O'Gara), John Cliff (Stout), Charles Evans (colonnello Percival), William Henry (tenente Dixon), Robert Adler (Pete Slocum), Sydney Mason (sceriffo Downey)

## The Accident
- Prima televisiva: 4 novembre 1955

### Trama
- Guest star: Don Beddoe (Doc Tilton), Robert Adler (John Bronson)

## The Stranger
- Prima televisiva: 11 novembre 1955

### Trama
- Guest star: Jeff Morrow (Mason), Pamela Baird (Hildy Broeberg), Sydney Mason (sceriffo Walt Downey), Kermit Maynard (Posseeman Ab)

## The Wild Horse
- Prima televisiva: 18 novembre 1955

### Trama
- Guest star: Guinn 'Big Boy' Williams (Jeb Taylor), Denver Pyle (Alec), Charles Cane (Harry), Tyler McVey (poliziotto), Kermit Maynard (cittadino)

## Rogue Stallion
- Prima televisiva: 25 novembre 1955

### Trama
- Guest star: John Doucette (Hap Scott), Claude Akins (Matt Scott), Sydney Mason (sceriffo Downey)

## The Little Secret
- Prima televisiva: 2 dicembre 1955

### Trama
- Guest star: Louis Jean Heydt (Burton), Robert Foulk (Crain), Jack Littlefield (Watanah), Serena Sande (Natisse), Claude Akins (Keenak), Craig Duncan

## Act of Loyalty
- Prima televisiva: 9 dicembre 1955

### Trama
- Guest star: Robert Anderson (Cass Stevens), Paul Campbell (Jed Colton), Sydney Mason (sceriffo Downey)

## Silver Saddle
- Prima televisiva: 16 dicembre 1955

### Trama
- Guest star: Pamela Baird (Hildy Broeberg), Herbert Rudley (Mr. Rawlins), Billy Chapin (Billy Rawlins), Sydney Mason (sceriffo Walt Downey)

## The Phantom Hand
- Prima televisiva: 23 dicembre 1955

### Trama
- Guest star: Roy Roberts, George Eldredge, Carol Coombs

## Little Visitor
- Prima televisiva: 30 dicembre 1955

### Trama
- Guest star: Peter J. Votrian (Fred Williams), Lowell Gilmore (Jim Williams), Herbert Deans (Norris)

## The Golden Promise
- Prima televisiva: 6 gennaio 1956

### Trama
- Guest star: Stanley Adams (Clay Sorrenson), Steve Darrell (Patterson), Robert Adler (Foreman), Mason Curry (sportellista della banca Carson), Pamela Baird (Hildy Broeberg, solo accreditato)

## Black Dust
- Prima televisiva: 13 gennaio 1956

### Trama
- Guest star: Ann Lee (Mrs. Harrington), John Doucette (Andy Benson), Robert Adler (Ben)

## Night Rider
- Prima televisiva: 20 gennaio 1956

### Trama
- Guest star: Richard Crane, Walter Sande, Sydney Mason (sceriffo Walt Downey), Hugh Beaumont (Simmons), Richard Garland

## The Settler
- Prima televisiva: 27 gennaio 1956

### Trama
- Guest star: Trevor Bardette (Sam Hunter), Lurene Tuttle (Martha Hunter), Lonnie Thomas (Billy Hunter)

## Wind from Heaven
- Prima televisiva: 3 febbraio 1956

### Trama
- Guest star: John Pickard (Rufe Grimes), Steve Conte (Tim Connell), Stephen Wootton (Teddy Wallace), James Anderson (Chris Wallace), Donald McDonald (Mickey Grimes), Buzzy Bookman (Ed Connell)

## The Whip
- Prima televisiva: 10 febbraio 1956

### Trama
- Guest star: Herbert Rudley

## The Runaways
- Prima televisiva: 17 febbraio 1956

### Trama
- Guest star: Minerva Urecal (Hannah Tully)

## The Cameraman
- Prima televisiva: 24 febbraio 1956

### Trama
- Guest star: John Carradine, Sydney Mason (sceriffo Downey)

## Old Danny
- Prima televisiva: 2 marzo 1956

### Trama
- Guest star: Sandy Descher (Betty Jepson), Robert Anderson (Hank Miller), Ann Doran (Martha Japson)

## Rough and Ready
- Prima televisiva: 9 marzo 1956

### Trama
- Guest star: Frank Albertson (Teddy Roosevelt), Walter Woolf King (Dan Foster), Rickie Sorensen (Skinny Wilson), Harold Fong (Wong), Pamela Baird (Hildy Broeberg)

## Royal Carriage
- Prima televisiva: 16 marzo 1956

### Trama
- Guest star: Guinn 'Big Boy' Williams (Jeb Taylor), Richard Garrick

## Mister Goblin
- Prima televisiva: 23 marzo 1956

### Trama
- Guest star: Jane Darwell, Philip Tonge, Tiger Fafara, Wes Hudman

## Rebels in Hiding
- Prima televisiva: 30 marzo 1956

### Trama
- Guest star: Jimmy Baird (Silver Fawn), Francis McDonald (Thundercloud), Roy Engel (Forbes)

## Lock, Stock and Barrel
- Prima televisiva: 6 aprile 1956

### Trama
- Guest star: Roy Barcroft (Jud Hoskins), Jean Howell (Becky Hoskins), Claude Akins (August Hoskins), Craig Hill (tenente Blake), Tudor Owen (sergente Tim O'Gara)

## The Unmasking
- Prima televisiva: 13 aprile 1956

### Trama
- Guest star: Sheb Wooley (Harry Runyon), Jeanne Bates (Mary Anderson), Clarence Straight (Styner), Forrest Taylor (giudice Spencer)

## Refuge for the Night
- Prima televisiva: 20 aprile 1956

### Trama
- Guest star: Paul Campbell (Ex Con), Craig Duncan, Florence Lake, Gregg Barton, Kenne Duncan, Don Kennedy

## Against All Odds
- Prima televisiva: 27 aprile 1956

### Trama
- Guest star: Phil Chambers (Doc Harrow)

## The Old Champ
- Prima televisiva: 4 maggio 1956

### Trama
- Guest star: Mike Mazurki (Hercules Throckmorton), Thomas Browne Henry (dottor Elmo J. Hoxie)

## The Medicine Man
- Prima televisiva: 11 maggio 1956

### Trama
- Guest star: Pat Hogan (Mark Hawk), Charles Stevens (Deerfoot), Marie Blake (Essie Minifree), James Macklin (Clem Minifree), Ward Wood (Buck Minifree), Chuck Hicks (Ray Minifree)

## When Bugles Blow
- Prima televisiva: 18 maggio 1956

### Trama
- Guest star: Tudor Owen (sergente Tim O'Gara), Craig Hill (tenente Blake), Raymond Bailey (colonnello Percival)

## The Recluse
- Prima televisiva: 25 maggio 1956

### Trama
- Guest star: Erin O'Brien-Moore (Myra Raika), Douglas Evans (George Fredericks), Barry Froner (Glenn), Tiger Fafara (Tuck)

## The Foundlings
- Prima televisiva: 1º giugno 1956

### Trama
- Guest star: Pamela Baird (Hildy Broeberg), Ray Ferrell (Sandy), Jimmy Karath (Paul), Kenneth MacDonald (Brady), Guinn 'Big Boy' Williams (Jeb Taylor)

## Growing Pains
- Prima televisiva: 8 giugno 1956

### Trama
- Guest star: Pamela Baird (Hildy Broeberg), Reba Waters

## Lost River
- Prima televisiva: 15 giugno 1956

### Trama
- Guest star: Forrest Taylor (Saginaw), Don C. Harvey (Johnson), John Parris (Burke), Sammee Tong (Wong), Pamela Baird (Hildy Broeberg)

## Big Red
- Prima televisiva: 22 giugno 1956

### Trama
- Guest star: Denver Pyle (Clint Taylor), Jean Byron (Barbara Schuyler), Terry Frost (Shorty)